# 水野初
水野 初（みずの はじめ、1979年12月 - ）は、日本の化学者・薬学者（生体分析化学・質量分析）。博士（理学）（広島大学・論文博士・2010年）。静岡県立大学薬学部准教授・大学院薬学研究院准教授。
広島大学薬学部助手、独立行政法人理化学研究所生命システム研究センター研究員、静岡県立大学薬学部講師などを歴任。

## 来歴

### 生い立ち
1979年（昭和54年）12月生まれ。広島大学に進学、理学部化学科にて学んだ。2003年（平成15年）3月、広島大学を卒業、そのまま広島大学大学院理学研究科に進学。なお、大学院生として在籍中の2004年（平成16年）には、広島大学が国から国立大学法人広島大学に移管された。2005年（平成17年）3月、広島大学大学院博士課程前期を修了、2007年（平成19年）3月博士課程後期中退。のちに博士論文「Direct single-cell mass spectrometry for analyzing intracellular molecules」を執筆、2010年（平成22年）3月8日に広島大学より博士（理学）の学位を授与された。

### 研究者として
大学院中退後は、母校の広島大学に採用され、2007年（平成19年）4月に薬学部助手に就任。2013年（平成25年）4月、独立行政法人理化学研究所に採用され、生命システム研究センター研究員に就任。2015年（平成27年）4月、県と同名の公立大学法人が設置・運営する静岡県立大学に採用され、薬学部助教に就任。2017年（平成29年）9月、静岡県立大学薬学部講師に昇任。2020年（令和2年）4月1日、静岡県立大学薬学部准教授に昇任、主として薬学科の講義を担当、生体機能分子分析学分野を受け持った。また、静岡県立大学大学院薬学研究院准教授を兼務。静岡間立大学の大学院には研究院・学府制が導入されており、大学院では薬食生命科学総合学府の講義を担当、生体機能分子分析学教室を受け持った。

## 研究
専門は化学。薬学に関する研究も行った。特に、生体分析化学・質量分析の研究に従事。具体的には、微量な成分高感度で検出する定量法の開発に取り組んだ。また、オミックス解析による新しいバイオマーカーの探索も行った。また、2019年度（令和元年度）の教員活動評価にて特に高く評価され、2020年（令和2年）に静岡県立大学学長表彰を受けた。
日本薬学会、日本分析化学会、日本質量分析学会、アメリカ質量分析学会、クロマトグラフィー科学会、などに所属。

## 略歴
- 1979年 - 誕生[1]。
- 2003年 - 広島大学理学部卒業[2]。
- 2005年 - 広島大学大学院理学研究科博士課程前期修了[2]。
- 2007年 - 広島大学大学院理学研究科博士課程後期中途退学[2]。
- 2007年 - 広島大学薬学部助手[5]。
- 2013年 - 理化学研究所生命システム研究センター研究員[5]。
- 2015年 - 静岡県立大学薬学部助教[5]。
- 2017年 - 静岡県立大学薬学部講師[5]。
- 2020年 - 静岡県立大学薬学部准教授[5][6]。
- 2020年 - 静岡県立大学大学院薬学研究院准教授[1]。

## 賞歴
- 2013年 - 日本分析化学会奨励賞。
- 2020年 - 静岡県立大学学長表彰[9]。

## 著作

### 寄稿、分担執筆、等
- 日本薬学会物理系薬学部会・分析化学担当教員会議編『薬学分析科学の最前線』じほう、2009年。ISBN 978-4-8407-3965-8
- 田口良編『メタボロミクス――その解析技術と臨床・創薬応用研究の最前線』メディカルドゥ、2010年。ISBN 978-4-944157-46-4
- 竹内昌治・上田泰己編『細胞を創る・生命システムを創る――合成生物学が挑む生命機能の再構築と計算機シミュレーション、医療・社会との関わり』羊土社、2011年。ISBN 978-4-7581-0314-5
- 杉浦悠毅・末松誠編『見つける、量る、可視化する！ 質量分析実験ガイド――ライフサイエンス・医学研究で役立つ機器選択、サンプル調製、分析プロトコールのポイント』羊土社、2013年。ISBN 978-4-7581-0186-8

### 註釈
1. ↑  広島大学は、のちに国から国立大学法人広島大学に移管された。
2. ↑  独立行政法人理化学研究所は、のちに国立研究開発法人理化学研究所の源流の一つとなった。